# Ludwig 3. af Bayern
Ludwig 3. af Bayern (egentligt: Leopold Joseph Maria Aloys Alfred) (7. januar 1845 i München – 18. oktober 1921 i Ungarn) var Bayerns sidste konge. Da han blev afsat i 1918, sluttede huset Wittelsbachs styre, der havde varet i 738 år. 
Ludwig 3. var den ældste søn af Luitpold, prinsregent af Bayern, der regerede i stedet for den sindssyge konge Otto 1. af Bayern. Ved faderens død i 1912 blev Ludwig prinsregent. Efter en forfatningsændring i 1913 blev Ludwig udråbt til medkonge. Ved kong Ottos død i 1916 blev Ludwig 3. enekonge. 
Ludwig 3. var gift med Marie Therese, ærkehertuginde af Østrig-Este og prinsesse af Modena. De fik 13 børn. 